# Margita Havlíčková
Margita Havlíčková (4. ledna 1949 Vranov u Brna – 7. května 2023 Brno) byla česká divadelní historička a teatroložka. Zabývala se dějinami staršího profesionálního divadla na území střední Evropy (17.–19. století) a dějinami německy hraného divadla v českých zemích, zejména v Brně a na Moravě. Manželka brněnského výtvarníka a pedagoga Jiřího Havlíčka.

## Studium a akademické působení
V letech 1968–1974 vystudovala divadelní vědu a španělskou filologii na Filozofické fakultě Univerzity Jana Evangelisty Purkyně v Brně. V roce 1982 získala doktorát v oboru divadelní věda. V roce 2008 se habilitovala na Janáčkově akademii múzických umění a v roce 2014 byla na téže univerzitě jmenována profesorkou pro obor Dramatická umění.
V letech 1995–2000 působila jako odborná asistentka Kabinetu divadelních studií při Semináři estetiky Filozofické fakulty MU, v téže funkci také na Divadelní fakultě JAMU. Od roku 2006 do roku 2022 působila na Katedře divadelních studií Filozofické fakulty MU, nejdříve jako odborná asistentka, od roku 2014 jako profesorka. Mezi lety 2014–2017 toto pracoviště vedla. Od roku 2008 byla také výzkumnou pracovnicí Filozofické fakulty UP Olomouc.

## Profesní činnost
Od roku 1981 do roku 2008 pracovala jako odborná pracovnice s funkcí kurátorky na oddělení dějin divadla Moravského zemského muzea v Brně, kde se podílela mimo jiné na organizaci řady výstav věnovaných českému divadlu v Brně a českému loutkovému divadlu.
Společně s Jiřím Štefanidesem a Sylvou Pracnou zahájila původní archivní výzkum týkající se německojazyčného divadla na území Moravy. Výsledkem tohoto badatelského projektu byla publikace Německojazyčné divadlo na Moravě a ve Slezsku 1 – 3 (Vydavatelství Univerzity Palackého, 2011–2014)
V přednáškové činnosti se věnovala dějinám českého divadla, dějinám jevištní výpravy a kostýmů, evropskému baroknímu a osvícenskému divadlu, divadelním reformám 18. století, romantickému dramatu a španělskému divadlu Zlatého věku. Některé kurzy věnovala také teorii dramatu, v heuristických seminářích vyučovala práci s archivním materiálem.

## Další činnost
V roce 1972 spoluzaložila divadelní studio DEX '72, které působilo v prostorách Vysokoškolského klubu na Gorkého ulici. V letech 1974–75 let vedla a režírovala divadelní soubor PIRÁM s repertoárem zaměřeným na české surrealisty (Kolář, Weiss, Nezval). V roce 1990 působila jako externí dramaturgyně rakouského divadla Theater Brett.
V letech 2006–2008 vykonávala funkci předsedkyně Teatrologické společnosti. Byla také členkou sdružení divadelních knihoven, muzeí a archivů SIBMAS, mezinárodní společnosti zaměřené na výzkum německojazyčného divadla Thalia Germanica a Poradního sboru Rady města Brna. Působila rovněž jako editorka Encyklopedie dějin města Brna.
Výrazná byla také její odborná kritická činnost, pro čtrnáctideník Divadelní noviny a brněnský deník Rovnost mapovala nejen brněnské divadlo, ale také moravské regionální scény.

## Dílo, výběr[8]

### Monografie:
- Berufstheater in Brünn 1668–1733. Brno: Masarykova univerzita, 2012. ISBN 978-80-210-6051-7.
- Profesionální divadlo v královském městě Brně 1668–1733. Brno: Janáčkova akademie múzických umění v Brně, 2009. ISBN 978-80-86928-64-7.

### Kolektivní monografie:
- HAVLÍČKOVÁ, Margita a Christian NEUHUBER. Johann Georg Gettner und das barocke Theater zwischen Nikolsburg und Krumau. Brno: Masarykova univerzita, 2014. ISBN 978-80-210-7526-9.
- HAVLÍČKOVÁ, Margita, Sylva PRACNÁ a Jiří ŠTEFANIDES. Německojazyčné divadlo na Moravě a ve Slezsku / Deutschsprachiges Theater in Mähren und Schlesien. 1 – 3 Olomouc: Univerzita Palackého v Olomouci, 2011, 2013, 2014. ISBN 978-80-244-2891-8.